# San Antonio, Chichiquila
San Antonio är en ort i Mexiko.   Den ligger i kommunen Chichiquila och delstaten Puebla, i den sydöstra delen av landet, 220 km öster om huvudstaden Mexico City. San Antonio ligger 1 873 meter över havet och antalet invånare är 170.
Terrängen runt San Antonio är huvudsakligen kuperad, men norrut är den bergig. Terrängen runt San Antonio sluttar österut. Runt San Antonio är det ganska glesbefolkat, med 36 invånare per kvadratkilometer. Närmaste större samhälle är Huatusco de Chicuellar, 12,8 km sydost om San Antonio. I omgivningarna runt San Antonio växer huvudsakligen savannskog.